# 手嶌葵
手嶌 葵（てしま あおい、1987年6月21日 - ）は、日本の女性歌手。
福岡県春日市出身、福岡市在住。ランデブー所属。2017年5月21日から「100万本のばらのまち福山応援大使」。

## 人物
身長174 cm。
幼い頃から両親の影響で古いミュージカル映画に親しみ、趣味は映画鑑賞である。特に好きな映画として挙げているのは、『オズの魔法使い』『秘密の花園』『小公子』『ティファニーで朝食を』等。ミュージカル映画では『パリの恋人』（1957年、スタンリー・ドーネン監督）や『メリー・ポピンズ』（1964年、ロバート・スティーブンソン監督）を数えられないほど何度も見たと述べている。またスタジオジブリ作品では、『紅の豚』がお気に入りであると公言している。両親が洋楽好きだったこともあり、ルイ・アームストロングやエラ・フィッツジェラルド、ビリー・ホリディなどのジャズ・シンガーが好きで、特に中学時代に聴いたルイ・アームストロングの「ムーン・リバー」に衝撃を受けてジャズが好きになった。そうやって日頃から慣れ親しんできた映画音楽やジャズが彼女の音楽のルーツとなった。
自身の性格として「頑固で気が強い」と自己分析しており、映画『ゲド戦記』にて自身が声を当てたテルーにも、「頑固者なところや負けず嫌いなところなど、似ている部分はある」と答えている。また、カメラが苦手である旨を語っている。作品自体の評価は芳しくなかった原作者のアーシュラ・K・ル＝グウィンも手嶌の歌唱については「吹き替えになるときにも愛らしい『テルーの唄』はオリジナルのまま収録されることを願います」と絶賛した。
中学生の頃、対人関係の問題から登校拒否に近い状態になった。その時に心の支えとなったのがベット・ミドラーの「The Rose」であり、アマチュア時代からライブでカバーしている。このカバーの音源がデビューのきっかけとなる。

## 略歴
中学を卒業後、音楽の技術を身につけながら高校や短大の卒業資格を取得できる福岡のC&S音楽学院に入学して本格的に歌を学び始め、アマチュアで音楽活動を開始する。
2003年、福岡で行われたヤマハ音楽振興会主催の『TEENS' MUSIC FESTIVAL』が協賛するイベント『DIVA』に出場。2004年にも前年に引き続き、『DIVA』に出場する。
2005年3月に韓国で行われたイベント『日韓スローミュージックの世界』に出演。このイベントがきっかけで、後日、ヤマハの関係者からスタジオジブリの鈴木敏夫プロデューサーにデモCDが手渡された。これに収録された「The Rose」のカバーに惚れ込んだ鈴木プロデューサーの薦めでデモを聴いた宮崎吾朗監督も彼女の歌を気に入り、当時まだ無名の新人ながらジブリ映画『ゲド戦記』のテーマソングを歌う歌手に抜擢される。また映画のテーマソングだけでなく、ヒロイン・テルー役の声優も務めることになった。
2006年6月7日、映画挿入歌として映画公開に先駆けて発売されたシングル「テルーの唄」でメジャー・デビューを果たす。このCDはオリコンで初登場5位を記録。出荷枚数は約30万枚、音楽配信での楽曲ダウンロード件数は当時のスタジオジブリシリーズの主題歌で最大の約65万件 を記録。
2012年9月30日、福岡県春日市より「市民文化賞」を授与された。

### 年譜
- 2006年
  - 6月7日、シングル「テルーの唄」でメジャー・デビュー。
  - 7月12日、初のアルバム『ゲド戦記歌集』を発売。
  - 7月29日、映画『ゲド戦記』が公開される。
- 2007年
  - 2月7日、2枚目のアルバム『春の歌集』を発売。デジタルシングル『岸を離れる日』を配信開始。
  - 10月3日、2枚目のシングル『奇跡の星』を発売。
- 2008年
  - 3月5日、映画音楽のカバーアルバムとして、3枚目のアルバム『The Rose 〜I Love Cinemas〜』を発売。
  - 5月7日、デジタルシングル『家族の風景 (CMバージョン)』を配信開始。
  - 5月16日、福岡PayPayドームで開催された「Theory Presents レディースデースペシャル 福岡ソフトバンクホークス VS 北海道日本ハムファイターズ」オープニングセレモニーで、3万人を前に国歌を斉唱する。
  - 6月4日、3枚目のシングル『虹』を発売。
  - 7月23日、4枚目のアルバム『虹の歌集』を発売。
  - 10月15日、デジタルシングル『Can't Help Falling In Love』を配信開始。
  - 12月24日、デジタルシングル『光/月のぬくもり』を配信開始。
- 2009年
  - 3月11日、デジタルシングル『徒然曜日』を配信開始。
  - 3月25日、CHAGEのアルバム『Many happy Returns』収録の「嘘」に参加。
  - 10月7日、5枚目のアルバム『La Vie En Rose 〜I Love Cinemas〜』を発売。
  - 11月4日、デジタルシングル『この道』を配信開始。
- 2010年
  - 1月27日、オムニバス『にほんのうた 第四集』収録の「雪の降るまちを」に坂本龍一と参加。
  - 4月7日、デジタルシングル『いまを生きて』と『Because』を同時に配信開始。『Because』は、菅野よう子とのデュエット。
  - 11月24日、6枚目のアルバム『クリスマス・ソングス』を発売。
- 2011年
  - 6月1日、映画テーマソングとして、映画『コクリコ坂から』の公開に先駆けて4枚目のシングル『さよならの夏 〜コクリコ坂から〜』が発売。
  - 7月9日、7枚目のアルバム『スタジオジブリ・プロデュース「コクリコ坂から歌集」』を発売。
  - 7月16日、『コクリコ坂から』公開。ヒロインの友人・悠子役として声の出演。
  - 11月9日、8枚目のアルバム『Collection Blue』を発売。
- 2012年
  - レーベルをビクターエンタテインメントに移籍。
  - 12月12日、9枚目のアルバム『Miss AOI - Bonjour,Paris!』をデジタルアルバムとして配信開始。
- 2014年
  - 7月23日、10枚目のアルバム『Ren'dez-vous』（ランデブー）を発売。
- 2016年
  - 2月10日、5枚目のシングル「明日への手紙」を発売。（フジテレビ系ドラマ『いつかこの恋を思い出してきっと泣いてしまう』主題歌）
  - 4月20日、11枚目のアルバム『Aoi Works 〜best collection 2011-2016〜』を発売。
  - 11月7日、ドラマ『いつかこの恋を思い出してきっと泣いてしまう』で、東京ドラマアウォード 2016・主題歌賞を受賞[17]。
- 2020年
  - 10月14日、6枚目のシングル 「散りてなお」を発売。（映画『みをつくし料理帖』 主題歌）
- 2021年
  - 2月24日、7枚目のシングル 「ただいま」を発売。（TBS系日曜劇場 『天国と地獄〜サイコな2人〜』主題歌）
  - 6月2日、初のベスト・アルバム 「Simple is best」 を発売。

## ディスコグラフィ

### シングル
|     | リリース       | タイトル                        | 規格 | 規格品番   | オリコン 最高位 | 認定                                           |
| --- | -------------- | ------------------------------- | ---- | ---------- | --------------- | ---------------------------------------------- |
| 1st | 2006年6月7日   | テルーの唄                      | CD   | YCCW-30009 | 5位             | ゴールド（着うたフル、日本レコード協会）       |
| 2nd | 2007年10月3日  | 奇跡の星                        | CD   | YCCW-30015 | 32位            |                                                |
| 3rd | 2008年6月4日   | 虹                              | CD   | YCCW-30019 | 110位           |                                                |
| 4th | 2011年6月1日   | さよならの夏 〜コクリコ坂から〜 | CD   | YCCW-30026 | 22位            |                                                |
| 5th | 2016年2月10日  | 明日への手紙                    | CD   | VICL-37147 | 16位            | プラチナ（シングルトラック、日本レコード協会） |
| 6th | 2020年10月14日 | 散りてなお                      | CD   | VICL-37560 | 56位            |                                                |
| 7th | 2021年2月24日  | ただいま                        | CD   | VICL-37585 | 55位            |                                                |

### EP
|     | リリース       | タイトル | 規格 | 収録曲 |
| --- | -------------- | -------- | ---- | --- |
| 1st | 2017年11月22日 | 東京     | CD   | 1. 東京 2. 赤い糸 3. オンブラ・マイ・フ~Ombra mai fu 4. 瑠璃色の地球（2017バージョン） 5. THE CHRISTMAS SONG (Live) 6. 東京 (Instrumental) 7. 赤い糸 (Instrumental) |

### 配信限定シングル
| 配信開始日     | タイトル                                 | 配信                 | 収録アルバム                               |
| -------------- | ---------------------------------------- | -------------------- | ------------------------------------------ |
| 2007年2月7日   | 岸を離れる日                             | iTunes Store限定配信 | 春の歌集                                   |
| 2008年5月7日   | 家族の風景（CMバージョン）               | MySound限定配信      | 虹の歌集                                   |
| 2008年10月15日 | Can't Help Falling In Love               | iTunes Store限定配信 | Collection Blue                            |
| 2008年12月24日 | 光 / 月のぬくもり                        | iTunes Store先行配信 | Collection Blue                            |
| 2009年3月11日  | 徒然曜日                                 | iTunes Store限定配信 | 春の歌集、Collection Blue                  |
| 2009年9月16日  | La Vie En Rose                           | iTunes Store限定配信 | La Vie En Rose 〜I Love Cinemas〜          |
| 2009年11月4日  | この道                                   | iTunes Store限定配信 | Collection Blue                            |
| 2010年4月7日   | いまを生きて                             | iTunes Store限定配信 | Collection Blue                            |
| 2010年4月7日   | Because (× 菅野よう子)                   | iTunes Store限定配信 | Collection Blue                            |
| 2012年4月11日  | 氷の大地                                 | iTunes Store限定配信 | Aoi Works 〜best collection 2011-2016〜    |
| 2012年12月5日  | Teo Torriatte (Let Us Cling Together)    | iTunes Store限定配信 | Aoi Works 〜best collection 2011-2016〜    |
| 2017年1月8日   | 赤い糸                                   |                      | Aoi Works II ～best collection 2015-2019～ |
| 2019年10月9日  | 真夜中のメロディ                         |                      |                                            |
| 2022年1月14日  | 瑠璃色の地球(「未来への航海」バージョン) |                      |                                            |
| 2023年4月12日  | 森の小さなレストラン(NHKみんなのうた)    |                      |                                            |
| 2025年4月10日  | 花咲く道で                               |                      |                                            |

### アルバム
|      | 発売日         | タイトル                                   | 規格品番                                                           | 収録曲 | 備考                                                                                               |
| ---- | -------------- | ------------------------------------------ | ------------------------------------------------------------------ | --- | -------------------------------------------------------------------------------------------------- |
| 1st  | 2006年7月12日  | ゲド戦記歌集                               | YCCW-10028                                                         | 全曲作詞:宮崎吾朗 1. 数え唄【作曲:谷山浩子】 2. 竜【作曲:谷山浩子/編曲:塩谷哲】 3. 黄昏【作曲:谷山浩子/編曲:小倉博和】 4. 別の人【作曲:谷山浩子/編曲:中脇雅裕】 5. 旅人【作曲:谷山浩子/編曲:フェビアン・レザ・パネ】 6. ナナカマド【作曲:谷山浩子/編曲:中脇雅裕】 7. 空の終点【作曲:谷山浩子/編曲:小倉博和】 8. 春の夜に 【作曲:谷山浩子/編曲:中村幸代】 9. テルーの唄（歌集バージョン）【作曲:谷山浩子/編曲:中脇雅裕】 10. 時の歌（歌集バージョン）【作詞:宮崎吾朗,新居昭乃/作曲:新居昭乃,保刈久明/編曲:中脇雅裕】 | オリコン最高順位20位                                                                               |
| 2nd  | 2007年2月7日   | 春の歌集                                   | YCCW-10033                                                         | 1. 岸を離れる日【作詞作曲:谷山浩子/編曲:中脇雅裕】 2. 風の唄【作詞:nico/作曲:中谷介/編曲:小倉博和】 3. 徒然曜日【作詞作曲:吉田ゐさお/編曲:樋口康雄】 4. 月のかけら【作詞:新居昭乃/作曲:新居昭乃,保刈久明/編曲:吉田ゐさお】 5. 卒業式【作詞作曲編曲:吉田ゐさお】 6. 花びら【作詞:新居昭乃/作曲:新居昭乃,保刈久明/編曲:中脇雅裕】 7. 心の調べ【作詞作曲:吉田ゐさお/編曲:中脇雅裕,寺嶋民哉】 8. 願いごと(アイルランド民謡) 【編曲:佐藤拓馬】 | オリコン最高順位38位                                                                               |
| 3rd  | 2008年3月5日   | The Rose 〜I Love Cinemas〜                | YCCW-10044                                                         | 1. The Rose（1979/米 映画『ローズ』より） 2. Moon River（1961/米 映画『ティファニーで朝食を』より） 3. Calling you（1987/西独 映画『バグダッド・カフェ』より） 4. Raindrops Keep Falling On My Head（1969/米 映画『明日に向って撃て!』より） 5. Over the rainbow（1939/米 映画『オズの魔法使』より） 6. Beauty And The Beast（1991/米 映画『美女と野獣』より） 7. What Is A Youth?（1968/英・伊 映画『ロミオとジュリエット』より） 8. Alfie（1966/英 映画『アルフィー』より） 9. The Rose(extra ver.) | オリコン最高順位48位                                                                               |
| 4th  | 2008年7月23日  | 虹の歌集                                   | YCCW-10048B (初回生産限定盤) YCCW-10049 (通常盤)                   | 1. 虹【作詞:新居昭乃/作曲:新居昭乃,保刈久明/編曲:宮野幸子】 2. 恋唄【作詞:ヤスモトアキコ/作曲:Minnie P./編曲:加藤みちあき】 3. 空へ【作詞:新居昭乃/作曲:新居昭乃,保刈久明/編曲:笹子重治】 4. 恋するしっぽ。【作詞:岡林和也/作曲編曲:三井誠】 5. CHINESE SOUP【作詞作曲:荒井由実/編曲:中脇雅裕】 6. 元気を出して【作詞作曲:竹内まりや/編曲:笹子重治】 7. 奇跡の星（Album Version）【作詞:吉田ゐさお,森本抄夜子/作曲:吉田ゐさお/編曲:中脇雅裕,田代耕一郎】 8. 家族の風景 初回生産限定盤DVD 1. 「徒然曜日」（プロモーションビデオ） 2. 「The Rose」（プロモーションビデオ） | オリコン最高順位78位                                                                               |
| 5th  | 2009年10月7日  | La Vie En Rose 〜I Love Cinemas〜          | YCCW-10102                                                         | 1. Winter Light【作詞作曲:エリック・カズ,Zbigniew Antoni Preisner,リンダ・ロンシュタット/編曲:フェビアン・レザ・パネ】 2. Smile 3. La Vie En Rose 4. A Dream Is A Wish Your Heart Makes 5. Song Of Green Mansions (映画『緑の館』より) 6. Secret Kingdom 7. Night And Day 8. Wouldn't It Be Loverly? (映画『マイ・フェア・レディ』より) 9. Fascination (映画『昼下りの情事』より) 10. Edelweiss 11. Angel (映画『シティ・オブ・エンジェル』より) | オリコン最高順位65位                                                                               |
| 6th  | 2010年11月24日 | Christmas Songs                            | YCCW-10119                                                         | 1. ウィンター・ワンダーランド 2. サンタクロース・イズ・カミング・トゥ・タウン 3. ホワイト・クリスマス 4. アイ・ソウ・マミー・キッシング・サンタクロース 5. ルドルフ・ザ・レッドノウズド・レインディア 6. ザ・ビューティフル・デイ 7. アメージング・グレース 8. ザ・クリスマス・ソング 9. サイレント・ナイト | オリコン最高順位127位                                                                              |
| 7th  | 2011年7月6日   | コクリコ坂から歌集                         | YCCW-10156                                                         | 全編曲:武部聡志 1. さよならの夏 〜コクリコ坂から〜【作詞:万里村ゆき子/作曲:坂田晃一】 2. エスケープ 【作詞:宮崎吾朗/作曲:武部聡志】 3. 朝ごはんの歌 【作詞:宮崎吾朗,谷山浩子/作曲:谷山浩子】 4. 旗【作詞:宮崎吾朗/作曲:谷山浩子】 5. 春の風【作詞:宮崎吾朗,谷山浩子/作曲:谷山浩子】 6. 懐かしい街【作詞:宮崎吾朗,谷山浩子/作曲:谷山浩子】 7. 並木道 帰り道【作詞:宮崎吾朗/作曲:谷山浩子】 8. 雨【作詞:宮崎吾朗,谷山浩子/作曲:谷山浩子】 9. 初恋の頃 (ALBUMバージョン) 【作詞:宮崎吾朗,谷山浩子/作曲:谷山浩子】 10. 赤い水底【作詞:宮崎吾朗/作曲:武部聡志】 11. 紺色のうねりが【作詞:宮崎吾朗,宮崎駿/作曲:谷山浩子】 12. 愛をこめて。海【作詞:宮崎吾朗/作曲:谷山浩子】 13. さよならの夏 〜コクリコ坂から〜 (主題歌 別バージョン) 【作詞:万里村ゆき子/作曲:坂田晃一】 | オリコン最高順位29位 (2011年8月1日付け、第3週目)                                                   |
| 8th  | 2011年11月9日  | Collection Blue                            | YCCW-10162                                                         | 1. この道 2. 真夜中のメリーゴーランド / 大橋トリオ with 手嶌葵 3. 光 4. エレファン 5. 奇跡の星 6. いまを生きて 7. テルーの唄 8. The Rose 9. Can't Help Falling In Love 10. Because / 菅野よう子×手嶌葵 11. 虹 12. 月のぬくもり 13. 徒然曜日 14. 流星 | オリコン最高順位29位                                                                               |
| 9th  | 2012年12月5日  | Miss AOI - Bonjour, Paris!                 | VICL-64008                                                         | 1. Bonjour,Paris! 2. Pennies From Heaven 3. Cruella De Vill 4. Bibbidi Bobbidi Boo 5. I Wanna Be Loved By You 6. S'Wonderful 7. When You Taught Me How To Dance 8. Que Sera Sera 9. Someday My Prince Will Come | オフィシャルサイト、ライブ会場先行販売 2012年12月12日 iTunes Store発売開始 一般発売は2013年9月18日 |
| 10th | 2014年7月23日  | Ren'dez-vous                               | VICL-64074                                                         | 1. いつもはじめて〜Every time is The First time!〜【作詞:北村岳士/作曲編曲:田上陽一】 2. ショコラ【作詞:いしわたり淳治/作曲編曲:兼松衆】 3. ちょっとしたもの【作詞:手嶌葵/作曲:大貫妙子/編曲:TATOO】 4. Voyage a Paris〜風に吹かれて〜【作詞:いしわたり淳治/作曲編曲:兼松衆】 5. 1000の国を旅した少年【作詞:いしわたり淳治/作曲編曲:内山肇】 6. NOMAD【作詞:いしわたり淳治/作曲:内山肇,北村岳士/編曲:内山肇】 7. 丘の上のブルース【作詞:北村岳士/作曲:北村岳士,田上陽一/編曲:田上陽一】 8. Baritone【作詞:手嶌葵/作曲編曲:田上陽一】 9. 明日への手紙【作詞作曲:池田綾子/編曲:TATOO】 10. Home, my home【作詞作曲編曲:杉真理】 11. あなたのぬくもりをおぼえてる【作詞:小林光明/作曲編曲:兼松衆】 | オリコン最高順位125位                                                                              |
| 11th | 2016年4月20日  | Aoi Works 〜best collection 2011-2016〜    | VICL-64542                                                         | 1. 明日への手紙(ドラマバージョン）【作詞 作曲:池田綾子】 2. 瑠璃色の地球【作詞:松本隆/作曲:平井夏美】 3. いつでも夢を【作詞:佐伯孝夫/作曲:吉田正】 4. Teo Torriatte(Let Us Cling Together)【作詞 作曲:Brian May】 5. 心のままに【作詞 作曲:池田綾子】 6. 風の谷のナウシカ【作詞:松本隆/作曲:細野晴臣】 7. 春のさけび【作詞:宮崎吾朗/作曲:谷山浩子】 8. いてくれて ありがとう【作詞:三浦徳子/作曲:三井誠】 9. 輝きの庭～I'm not alone～(album mix)【作詞作曲:高橋啓太】 10. この瞬間を【作詞:池田綾子、手嶌葵/作曲:池田綾子】 11. Lullaby Of Birdland バードランドの子守唄【作詞 作曲:George Shearing、George David Weiss】 12. Home, my home 【作詞 作曲:杉真理】 13. ささやかだけど 好ましいこと 【作詞 作曲:真部脩一】 14. 卒業写真 【作詞 作曲:荒井由実】 15. 願い 【作詞:植原政信/作曲石川ハルミツ】 16. あなたのぬくもりをおぼえてる 【作詞:Komei Kobayashi/作曲兼松衆】 17. 氷の大地 【作詞 作曲:吉田ゐさお】 18. テルーの唄 (Live at Billboard Live TOKYO on December 17,2012) 【作詞:宮崎吾朗/作曲谷山浩子】 19. さよならの夏～コクリコ坂から～(Live at Billboard Live TOKYO on December 17,2012) 【作詞:万里村ゆき子/作曲坂田晃一】 | オリコン最高順位18位                                                                               |
| 12th | 2016年9月21日  | 青い図書室                                 | VIZL-1016(初回限定盤) VICL-64584(通常盤)                           | 1. 想秋ノート 2. 白薔薇のララバイ 3. ナルキスと人魚 4. 海を見つめる日 5. 蒼と白～水辺、君への愛の～ 6. ワインとアンティパスト 7. ミス・ライムの推理 8. Handsome Blue 9. 白い街と青いコート 初回限定盤ライブCD『Aoi Teshima 10th Anniversary Concert Live at KATSUSHIKA SYMPHONY HILLS on May 28, 2016』 1. 岸を離れる日 2. 虹 3. 朝ごはんの歌 4. 1000の国を旅した少年 5. ちょっとしたもの 6. 瑠璃色の地球 7. 風の谷のナウシカ 8. 明日への手紙 | オリコン最高順位27位                                                                               |
| 13th | 2018年12月19日 | Cheek to Cheek～I Love Cinemas～           | VIZL-1503(初回限定盤) VICL-65075(通常盤)                           | 1. Cabaret (映画『キャバレー』より) 2. Diamonds Are a Girl's Best Friend (映画『紳士は金髪がお好き』より) 3. Cheek to Cheek (映画『トップ・ハット』より) 4. On The Street Where You Live (映画『マイ・フェア・レディ』より) 5. C'est si bon (映画『昼下りの情事』より) 6. Kiss The Girl (映画『リトル・マーメイド』より) 7. Blue Moon (映画『ワーズ&ミュージック』より) 8. Tea for Two (映画『二人でお茶を』より) 9. Young and Beautiful (映画『華麗なるギャツビー』より) 10. Cheek to Cheek (duet version) Duet with 平井堅 初回限定盤ボーナスディスク（全曲インスト） 1. Cabaret (instrumental) 2. Diamonds Are a Girl's Best Friend(instrumental) 3. Cheek to Cheek(instrumental) 4. On The Street Where You Live(instrumental) 5. C'est si bon(instrumental) 6. Kiss The Girl(instrumental) 7. Blue Moon(instrumental) 8. Tea for Two(instrumental) 9. Young and Beautiful(instrumental) 10. Cheek to Cheek (duet version)(instrumental) | |
| 14th | 2019年5月8日   | Aoi Works II ～best collection 2015-2019～ | VICL-65190                                                         | 1. こころをこめて 2. しずかだなあ 3. 人生にようこそ！~Viens vivre 4. 瑠璃色の地球 5. 東京 6. La Vie en Rose 7. 赤い糸 8. Rock with you 9. Our Memories 10. ほっ 11. オンブラ・マイ・フ～Ombra mai fu 12. 一番星 13. テルーの唄（Live from billboard classics） 14. 東京（Live from billboard classics） 15. La Vie en Rose（Live from billboard classics） | |
| 15th | 2021年6月2日   | Simple is best                             | VIZL-1906:完全生産限定盤 VICL-70246/7:初回限定盤 VICL-65505:通常盤 | 1. テルーの唄 2. 時の歌 3. 岸を離れる日 4. 虹 5. さよならの夏～コクリコ坂から～ 6. 流星 7. 明日への手紙 8. 風の谷のナウシカ 9. 海を見つめる日 10. 東京 11. 瑠璃色の地球 12. こころをこめて 13. 散りてなお 14. ただいま 15. The Rose(15th Anniversary Version) | オリコン最高5位、登場回数25回                                                                      |
| Live | 2023年2月22日  | LIVE 2022 “Simple is best”                 | VICL-70272                                                         | SHM-CDLive at 東京オペラシティ コンサートホール on June 4th , 2022 1. 虹 2. テルーの唄 3. さよならの夏～コクリコ坂から～ 4. Moon River 5. 朝ごはんの歌 6. ただいま 7. ちょっとしたもの 8. 岸を離れる日 9. 星明かりのトロイメライ 10. 明日への手紙 [SHM-CD]Live at 東京オペラシティ コンサートホール on January 14th, 2022 1. 風の谷のナウシカ 2. The Rose 3. Cheek to Cheek 4. S'Wonderful 5. Cruella De Vill 6. Baritone 7. 瑠璃色の地球 8. 想秋ノート 9. 輝きの庭～I'm not alone～ 10. 散りてなお | オリコン最高107位                                                                                  |

### デジタルアルバム
- Miss AOI - Bonjour,Paris!（2012年12月12日）
- Highlights from Aoi Works（2016年4月20日）
- Highlights from Simple is best（2021年6月2日）
- Highlights from Simple is best Vol. 2（2021年10月20日）

### アナログ（アルバム）
- Highlights from Simple is best（生産限定盤）（2021年10月20日）

### 参加作品
1. 嘘
  - CHAGEの『Many Happy Returns』に収録。（2009年3月25日発売）
  - CHAGE & 手嶌葵で参加。
2. 雪の降るまちを
  - オムニバス作品『にほんのうた 第四集』に収録（2010年1月27日発売）
  - 手嶌葵+坂本龍一で参加。
3. 瑠璃色の地球
  - 『Image12 douze emotional & relaxing』に収録（2012年1月25日発売）
4. 卒業写真
  - 『東京カフェスタイル ♯1ストーリー』に収録（2012年4月25日発売）
5. やさしさに包まれたなら
  - 『東京カフェスタイル ♯1ストーリー』に収録（2012年4月25日発売）
6. バードランドの子守唄
  - 『アニメ 坂道のアポロンオリジナル・サウンドトラック』に収録（2012年4月25日発売）
7. バードランドの子守唄 (Sax-intro version)
  - 『アニメ 坂道のアポロンオリジナル・サウンドトラック プラス more & rare』に収録（2012年7月25日発売）
8. Melodies of Life
  - 『FINAL FANTASY TRIBUTE 〜Thanks〜』に収録（2012年12月5日発売）
9. 風の谷のナウシカ
  - 『風街であひませう』に収録（2015年6月26日発売）[20]
10. あなたのぬくもりをおぼえてる
  - 『涙活コンピ ～世代を超える泣き歌集～』に収録（2015年7月8日発売）
11. オンブラ・マイ・フ～Ombra mai fu
  - 『永い言い訳　オリジナル・サウンドトラック』に収録（2016年9月21日発売）

## タイアップ一覧
| 曲名                                  | タイアップ |
| ------------------------------------- | --- |
| テルーの唄                            | 東宝配給アニメ映画『ゲド戦記』挿入歌                                                                                       |
| テルーの唄                            | アサヒ飲料「三ツ矢サイダー・ゲド戦記キャンペーン」CMソング                                                                 |
| 卒業式                                | NHK-FM『FMシアター「レインツリーの国」』エンディングテーマ                                                                 |
| 竜                                    | 読売新聞 CMソング |
| 時の歌（歌集バージョン）              | 東宝配給アニメ映画『ゲド戦記』主題歌                                                                                       |
| 岸を離れる日                          | ヤマハ「ウタっちゃ」CMソング                                                                                               |
| 徒然曜日                              | パナソニック「W51P」CMソング                                                                                               |
| 徒然曜日                              | ヤマハ音楽振興会2009年度CMソング                                                                                           |
| 花びら                                | ANAセールス「旅作」CMソング                                                                                                |
| 心の調べ                              | 日本橋HD DVDプラネタリウム上映作品『宇宙へのパスポート』テーマソング                                                       |
| 願いごと                              | ヤマハ音楽振興会2007年度CMソング                                                                                           |
| 奇跡の星                              | 松竹配給映画『北極のナヌー』日本語版主題歌                                                                                 |
| The Rose                              | 日本テレビ系『Cartoon KAT-TUN』内コーナー「三行で綴るラブレター」使用曲                                                    |
| 家族の風景                            | 九州電力 CMソング |
| 虹                                    | アスミック・エース配給映画『西の魔女が死んだ』主題歌                                                                       |
| 金色野原                              | 三基商事「ミキプルーン」CMソング                                                                                           |
| 恋唄                                  | ヤマハ音楽振興会刊会員情報誌『音遊人』CMソング                                                                             |
| 恋するしっぽ。                        | セガ『夢ねこDS』キャンペーンソング                                                                                         |
| 曲名不詳                              | コーセーコスメポート「RICEFUL20」CMソング                                                                                  |
| 曲名不詳                              | パナソニック「ビストロ」CMソング                                                                                           |
| Can't Help Falling In Love            | スズキ「CVT」CMソング |
| 光                                    | バンダイナムコゲームス『FRAGILE 〜さよなら月の廃墟〜』主題歌                                                               |
| 月のぬくもり                          | バンダイナムコゲームス『FRAGILE 〜さよなら月の廃墟〜』エンディングテーマ                                                   |
| 曲名不詳                              | ファミリーマート「あじわいファミマカフェ」CMソング                                                                         |
| あなたのそばで                        | ワタベウェディング「リゾ婚」CMソング                                                                                       |
| この道                                | 第一生命CMソング |
| MOON RIVER                            | サントリー「BOSS」CMソング                                                                                                 |
| 曲名不詳                              | 資生堂「ELIXIR WHITE」CMソング                                                                                             |
| いまを生きて                          | 三菱UFJフィナンシャル・グループ「CSR」テーマソング                                                                         |
| 糸                                    | 関西電力 CMソング |
| 流星                                  | リコー CMソング |
| Amazing Grace                         | au（KDDI・沖縄セルラー電話連合） LISMOドラマ『空にいちばん近い幸せ』主題歌                                                 |
| さよならの夏 〜コクリコ坂から〜       | 東宝配給アニメ映画『コクリコ坂から』主題歌                                                                                 |
| さよならの夏 〜コクリコ坂から〜       | KDDI「コクリコ坂から × KDDI 〜私を、あなたに伝えたい。〜」CMソング                                                         |
| 瑠璃色の地球                          | 日本生命「みらいサポート」CMソング mrt宮崎放送早朝オープニング 薩摩酒造「さつま白波」CMソング 東芝「未来への航海」CMソング |
| バードランドの子守唄                  | フジテレビアニメ『坂道のアポロン』第5話挿入歌                                                                              |
| Teo Torriatte (Let Us Cling Together) | IHI CMソング |
| 氷の大地                              | NHK BSプレミアム『フローズン プラネット』主題歌                                                                            |
| 春のさけび                            | NHK BSプレミアムテレビアニメ『山賊の娘ローニャ』テーマ曲                                                                   |
| 明日への手紙                          | フジテレビドラマ『いつかこの恋を思い出してきっと泣いてしまう』主題歌                                                       |
| オンブラ・マイ・フ                    | 映画『永い言い訳』挿入歌                                                                                                   |
| 赤い糸                                | NHK BSプレミアム プレミアムドラマ『女の中にいる他人』主題歌                                                                |
| 東京                                  | テレビ東京系『WBS』エンディングテーマ                                                                                      |
| 真夜中のメロディ                      | 『NHKラジオ深夜便』 深夜便のうた（2019年10月・11月）                                                                       |
| こころをこめて                        | 映画『轢き逃げ 最高の最悪な日』主題歌                                                                                      |
| 散りてなお                            | 映画『みをつくし料理帖』主題歌                                                                                             |
| ただいま                              | TBS系 日曜劇場『天国と地獄〜サイコな2人〜』主題歌                                                                          |
| 森の小さなレストラン                  | NHK『みんなのうた』2023年4-5月度オンエア楽曲                                                                               |
| 花咲く道で                            | テレビアニメ『ある魔女が死ぬまで』エンディングテーマ                                                                       |
| 風につつまれて                        | 映画『蔵のある街』主題歌                                                                                                   |

## 出演
主にレギュラー出演、特集の組まれた番組および主要な出演のみ記載とする。

### 劇場版アニメ
- ゲド戦記（2006年） - ヒロイン・テルー 役[29]
- コクリコ坂から（2011年） - 悠子 役

### ナレーション
- とよた科学体験館プラネタリウム『宇宙の旅人 Voyagers of Space』（2008年）
- テレビ西日本開局50周年記念特別番組『決断の時 〜崖っぷちの日本医療〜』（2008年）
- コーセーコスメポート『ライスフル20』（2008年）
- 東芝『環境』（2009年 - ）
- RKB毎日放送製作 JNN系列28局ネット『又吉直樹 神の島を行く〜宗像大社と出光佐三〜』（12月13日）
- 鷹を継ぐもの（2023年6月30日、NHK-BSP）[30]

### CM
- アサヒ飲料『三ツ矢サイダー』ゲド戦記キャンペーン（2006年）
- ACジャパン 「難民のふるさと」ナレーション（2010年）
- ACジャパン 「進学できた。前に進めた。」CMソング「I've Been Working on the Railroad」（2013年）
- KDDI『コクリコ坂から × KDDI 〜私を、あなたに伝えたい。〜』キャンペーン（2011年）
- マクドナルド 「僕がここにいる理由」篇 小坂明子の楽曲 「あなた」のカバー（2021年7月20日 - ）
- 東芝 企業広告 「未来への航海 エネルギー / インフラ / デバイス」篇 松田聖子の楽曲「瑠璃色の地球」手嶌の3度目となるカバー（2021年11月27日 - ）[21][22]

### テレビ
- 金曜ロードショー（2006年7月28日、日本テレビ系列）
- 満員御礼「ゲド戦記」! 〜「ゲド戦記」を巡る5つの旅〜（2006年8月12日、日本テレビ）
- 大ヒット!もう一つの「ゲド戦記」〜宮崎吾朗の監督戦記〜（2006年8月24日、日本テレビ）
- 24時間テレビ 愛は地球を救う29（2006年8月27日、日本テレビ系列）
- 塩谷哲プロデュース〜SALTISH NIGHT vol〜（2007年3月10日、NHK BS2）
- 題名のない音楽会21（2007年5月13日、テレビ朝日系）
- みゅーじん（2007年10月14日、テレビ東京系）
- 僕らの音楽（2008年10月3日、フジテレビ系列）
- 2012.04 - NHK BSプレミアム『フローズン プラネット 最後の未踏の大自然』イメージソング「氷の大地」
- silent（2022年10月 - 2022年12月、フジテレビ系列）- タイトルコールを担当

### ラジオ

#### レギュラー番組
- 手嶌葵 Songs of Love（2007年1月2日 - 2009年3月26日、LOVE FM）

#### 特別番組
- J-WAVE 25「THE SOUNDS OF STUDIO GHIBLI」（2006年6月18日、J-WAVE）
- ダブルDJショー 手嶌葵×鈴木敏夫（2006年8月7日、NHK-FM）

#### その他
- YOKOHAMA JAZZY NIGHT（2006年10月14日、FM Yokohama）
- Asian New Standard 2007（2007年1月3日、LOVE FM）
- ライブ ウィズ フレンズ〜塩谷哲と音楽仲間たち〜（2007年3月31日、NHK-FM）
- KIRIN BEER "Good Luck" LIVE（2014年7月26日、TOKYO FM系JFN38局ネット）

### ライブ
- 谷山浩子 猫森集会2006（2006年9月15日、9月16日）
- 手嶌葵“ゲド戦記歌集の会” in 三鷹の森ジブリ美術館（2006年12月5日）
- 塩谷哲プロデュース〜SALTISH NIGHT vol.X〜（2006年12月23日）
- カルロス・ヌニェス ゲド戦記を奏でる（2007年5月9日）
- Premium meets Premium 〜手嶌葵歌集の会〜 冬編（2007年12月21日）
- LIVE IN LANDMARK X'mas Night Special 5days"谷山浩子&手嶌葵X'mas LIVE"（2008年12月23日）
- iTunes presents X'mas Rocks LIVE at the Apple Store, Shibuya:手嶌葵（2008年12月25日）
- キャンドルナイト・コンサート CANDLE NIGHT with 手嶌葵 Aoi Teshima（2009年8月16日）
- 寺嶋民哉プロデュース シネマ・トラック Trick Trip Trap（2009年8月26日）
- 手嶌葵コンサート〜Meeting with the fairy's Voice〜（2009年）
  - 10月6日：ビルボードライブ大阪
  - 10月7日：名古屋ブルーノート
  - 10月28日：ビルボードライブ東京
- アップルストアインストアライブ渋谷（2009年10月8日）
- 食・アイランド九州〜フードフェスティバル（2009年11月21日）
- Premium meets Premium2009（2009年12月21日）
- Voices feat.今井美樹 & friends（2010年5月7日、オーチャードホール）
- 手嶌葵コンサート(2012年)
  - 12月7日 ：日立シビックセンター音楽ホール　
  - 12月11日：ビルボードライブ大阪
  - 12月17日、12月18日：ビルボードライブ東京
  - 12月27日：名古屋ブルーノート